# Спіральна галактика

Приклад спіральної галактики, Галактика «Вертушка» (Pinwheel) (знана як об'єкт списку Мессьє 101 чи NGC 5457)

Спіра́льні гала́ктики — різновид галактик у класифікації Габбла, найвиразнішою особливістю яких є наявність спіральної структури в диску. 

## Фізичні властивості
Спіральні галактики характеризуються такими фізичними властивостями:
- значний сумарний обертальний момент;
- складаються з центрального балджа (майже сферичного потовщення), оточеного диском:
  - балдж подібний до еліптичної галактики, яка містить багато старих зір — так зване «Населення II» — і нерідко масивну чорну діру в центрі;
  - диск є плоским утворенням, що обертається, яке складається з міжзоряної речовини, молодих зір «Населення I» і розсіяних зоряних скупчень.

Маса спіральних галактик досягає 1012 мас Сонця.
Спіральні галактики названо так, тому що мають всередині диска яскраві рукави зоряного походження, які у вигляді майже логарифмічної спіралі простягаються з балджа. Хоча іноді їх нелегко розрізнити (наприклад, у флокулентних спіралях), ці рукави служать основною ознакою, за якою спіральні галактики відрізняються від лінзоподібних, для яких теж характерна дискова будова, але відсутня спіральна структура. Спіральні рукави являють собою області активного зореутворення й складаються, здебільшого, з молодих гарячих зір; саме тому рукави добре розрізняються у видимій частині спектру. Абсолютна більшість спостережуваних спіральних галактик обертається в бік закручування спіральних гілок.

Схема спіральної галактики, вид у профіль

Диск спіральної галактики зазвичай оточено великим сфероїдальним гало, що складається зі старих зір «Населення II», більшість яких зосереджена в кулястих скупченнях, які обертаються навколо галактичного центру. Таким чином, спіральна галактика складається з плоского диска зі спіральними рукавами, еліптичного балджу в центрі та сферичного гало, діаметр якого близький до діаметра диска.
Спіральні галактики є найпоширенішим морфологічним типом — вони становлять близько 60% усіх галактик поля. Спіральні рукави починаються не безпосередньо з центру, а відходять або від ядра, або від яскравої перемички, що перетинає галактичний центр — бару. Відповідно, їх поділяють на два великі підкласи:
- звичайні (без бару) — у класифікації позначаються S;
- з баром — позначаються SB.

Більшість спіральних галактик (у середньому — дві з трьох) мають у центрі бар (перемичку), від кінців якої відгалужуються спіральні рукави. У рукавах міститься значна частина пилу й газу, також багато розсіяних зоряних скупчень. Речовина в них обертається навколо центру галактики під дією гравітації.
Як доводять багаторічні радіоастрономічні спостереження та нещодавні (2005) спостереження в ІЧ-діапазоні на космічному телескопі Спітцера, наша Галактика належить до спіральних галактик із баром[джерело?].

## Спіральні галактики
- Туманність Андромеди
- Галактика Трикутника